# Judasgeit
Een judasgeit is een geit die andere geiten of schapen naar zich toe lokt en daarna begeleidt naar een plek waar mensen de dieren (behalve de judasgeit) kunnen doden of slachten. Een moderne judasgeit is uitgerust met een apparaatje dat gebruikmaakt van satellietnavigatie om te weten waar het dier zich bevindt. Vaak worden geiten gebruikt die opvallen door hun vachtkleur of formaat van de horens. De naam is gebaseerd op de apostel Judas Iskariot, die Jezus van Nazareth verraadde.

## Modern gebruik bij ecologisch herstel
Op een groot aantal eilanden waaronder op Hawaï, in de buurt van Nieuw-Zeeland en op de Galapagoseilanden werden geiten geïntroduceerd door kolonisten. Deze zijn gedeeltelijk verwilderd en hebben zich massaal vermenigvuldigd door het ontbreken van roofdieren. Deze geiten zijn grote concurrenten van de inheemse dieren die van planten leven (en vaak ook de planten zelf) en nu bedreigd worden in hun voortbestaan. In het kader van projecten om de eilanden ecologisch te herstellen werden aanvankelijk deze geiten vanuit een helikopter neergeschoten. Dit was echter alleen effectief zolang er hele kuddes geiten waren. Spoedig bleek dat er altijd geiten waren die zich wisten te verbergen in het struikgewas en dus letterlijk buiten schot bleven. Ook in ruig terrein is de jacht op geiten vaak lastig en daarom worden gesteriliseerde judasgeiten (soms wel honderden) ingezet om de overgebleven geiten op te sporen.
Op Tasmanië worden op vergelijkbare wijze de ooit ingevoerde vossen (Vulpes vulpes)  bestreden, met behulp van een judasvos.